# Bunnik
Bunnik est une commune néerlandaise située en province d'Utrecht. Comptant 15 192 habitants lors du recensement de 2019, elle couvre une superficie de 37,57 km2 dont 0,6 km2 d'eau. Son conseil municipal compte 17 sièges.

## Géographie

### Situation

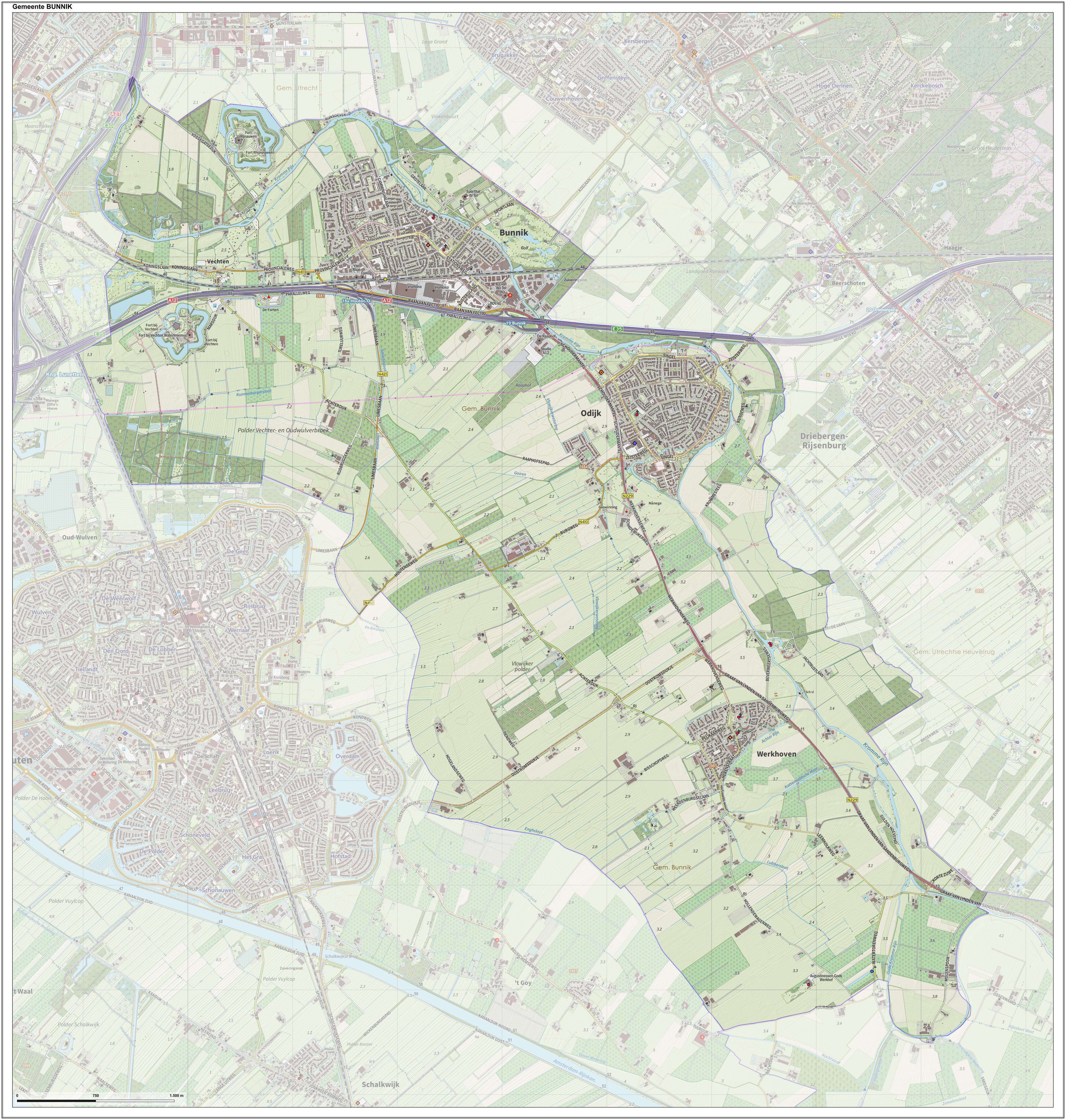
Carte topographique de Bunnik (2017).

La commune est bordée par Utrecht au nord-ouest, Zeist au nord, Utrechtse Heuvelrug à l'est, Wijk bij Duurstede au sud-est et Houten au sud-ouest.

### Localités
La commune de Bunnik se compose des villages de Bunnik, Odijk (où se trouve l'hôtel de ville) et Werkhoven, ainsi que le hameau de Vechten.

### Transport
La commune est traversée par l'autoroute A12 et la ligne de chemin de fer d'Amsterdam à la frontière allemande via Utrecht-Central et Arnhem-Central, desservant la gare de Bunnik (services régionaux uniquement).

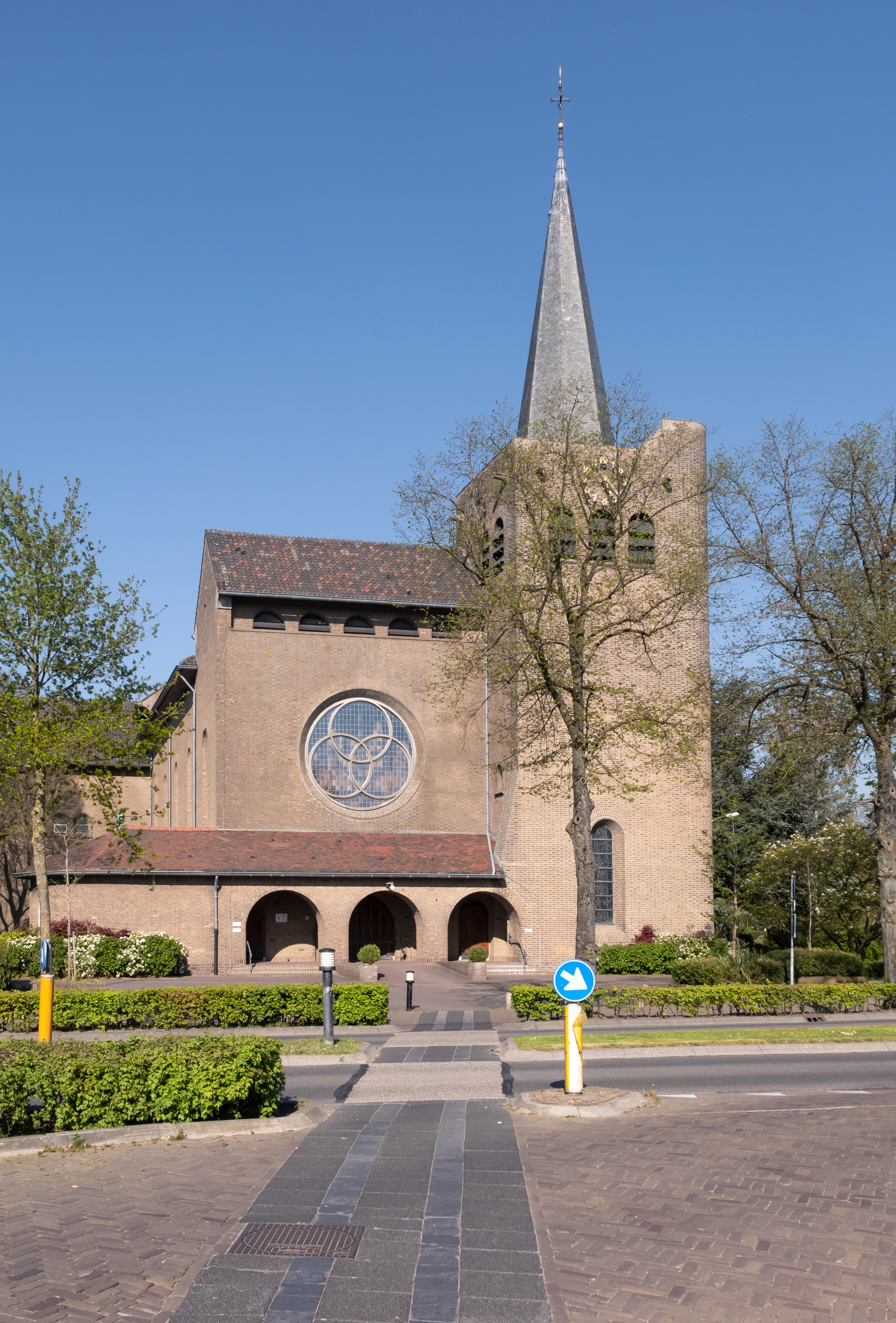
L'eglise: la Sint-Barbarakerk
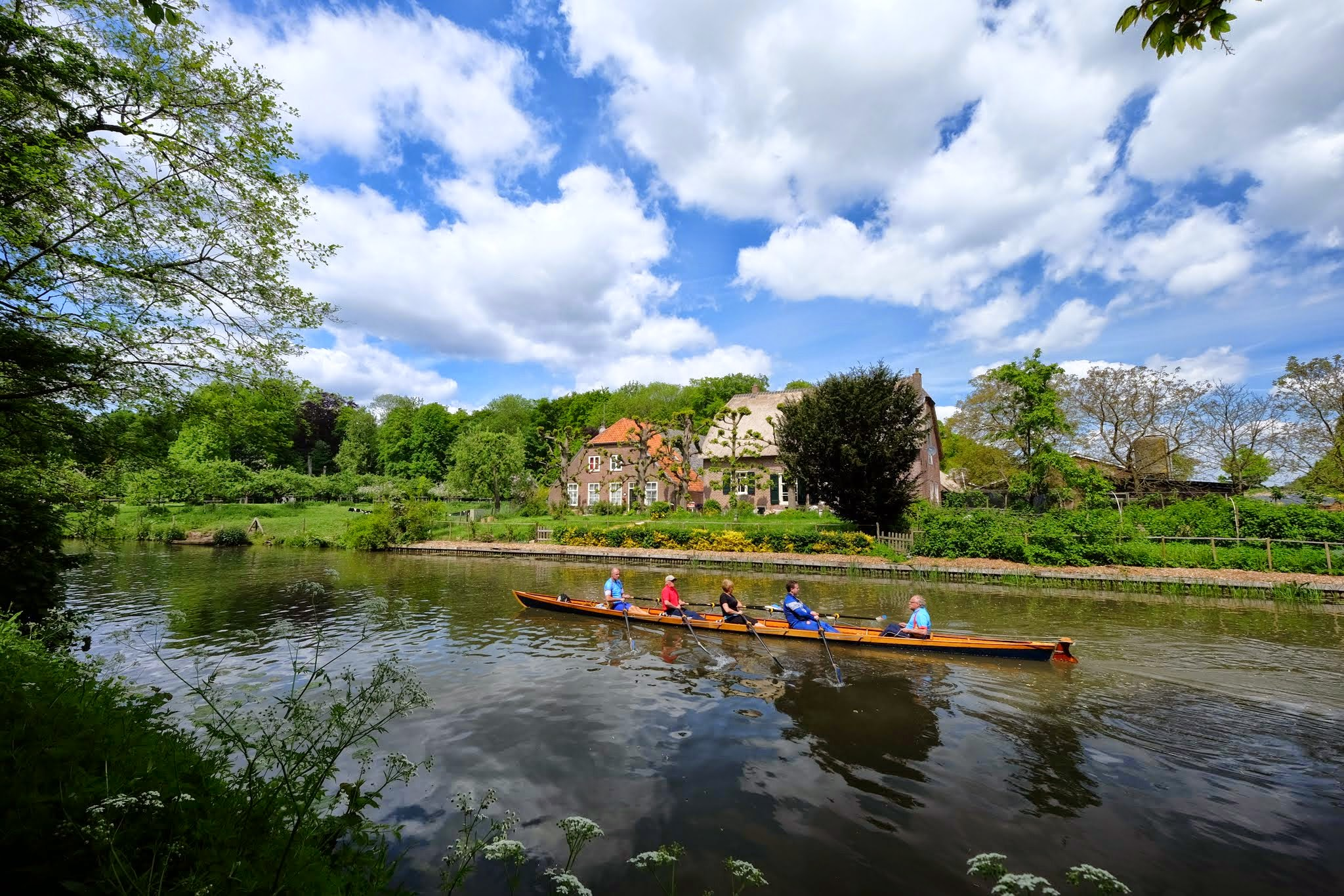
De Zonnewijzer.
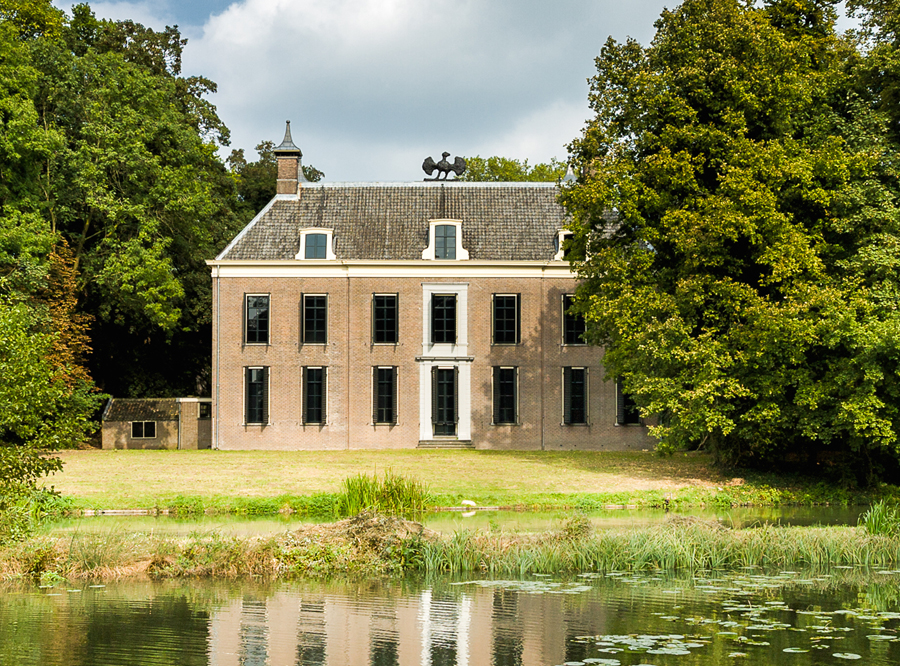
Museum Oud Amelisweerd (MOA).
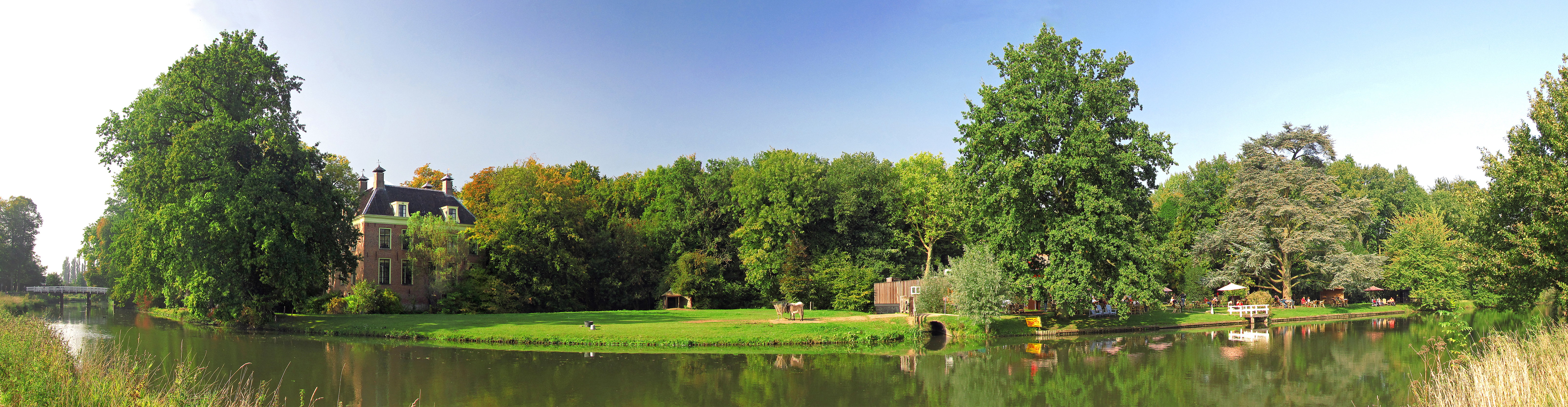
Rhijnauwen.
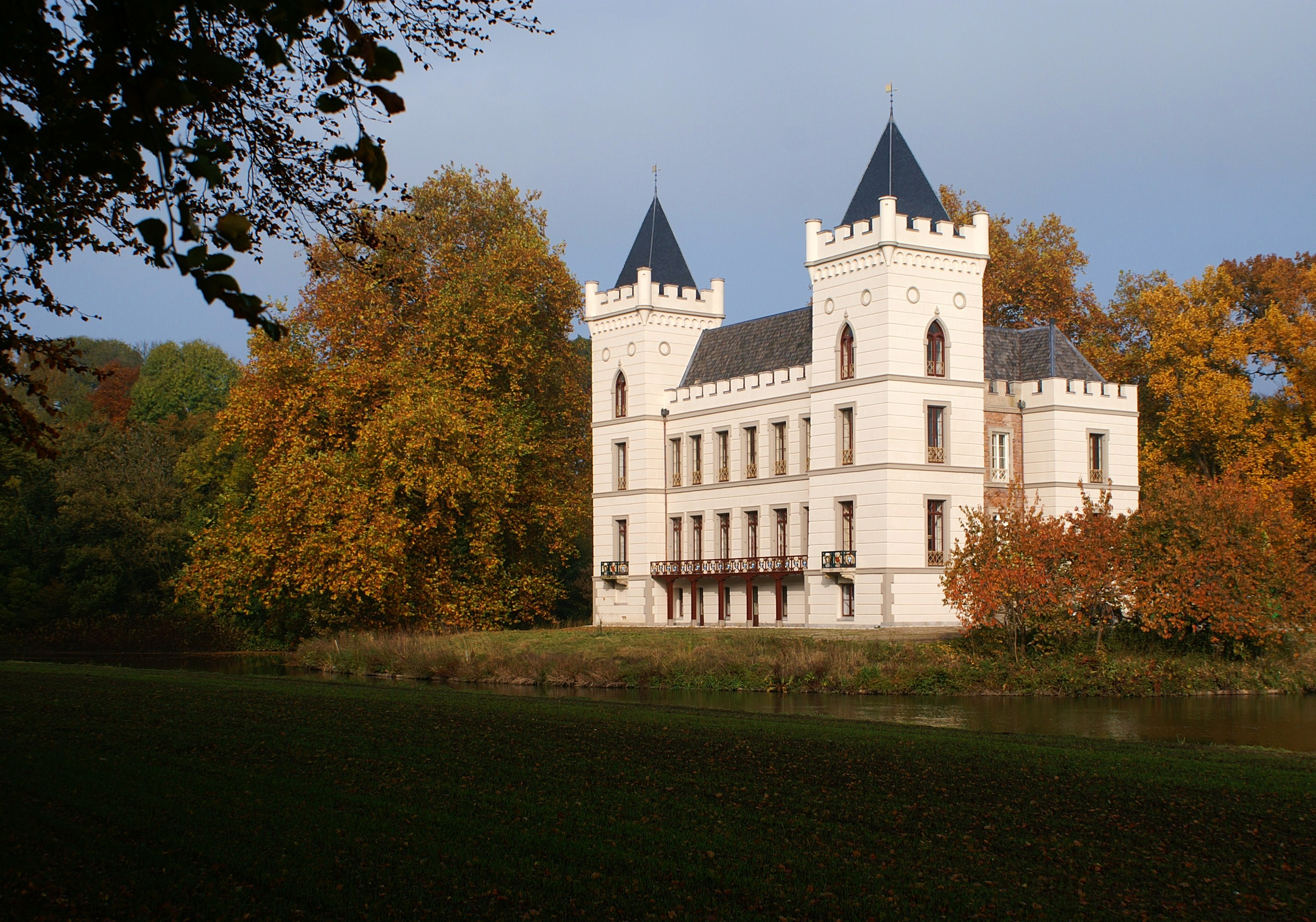
Beverweerd.
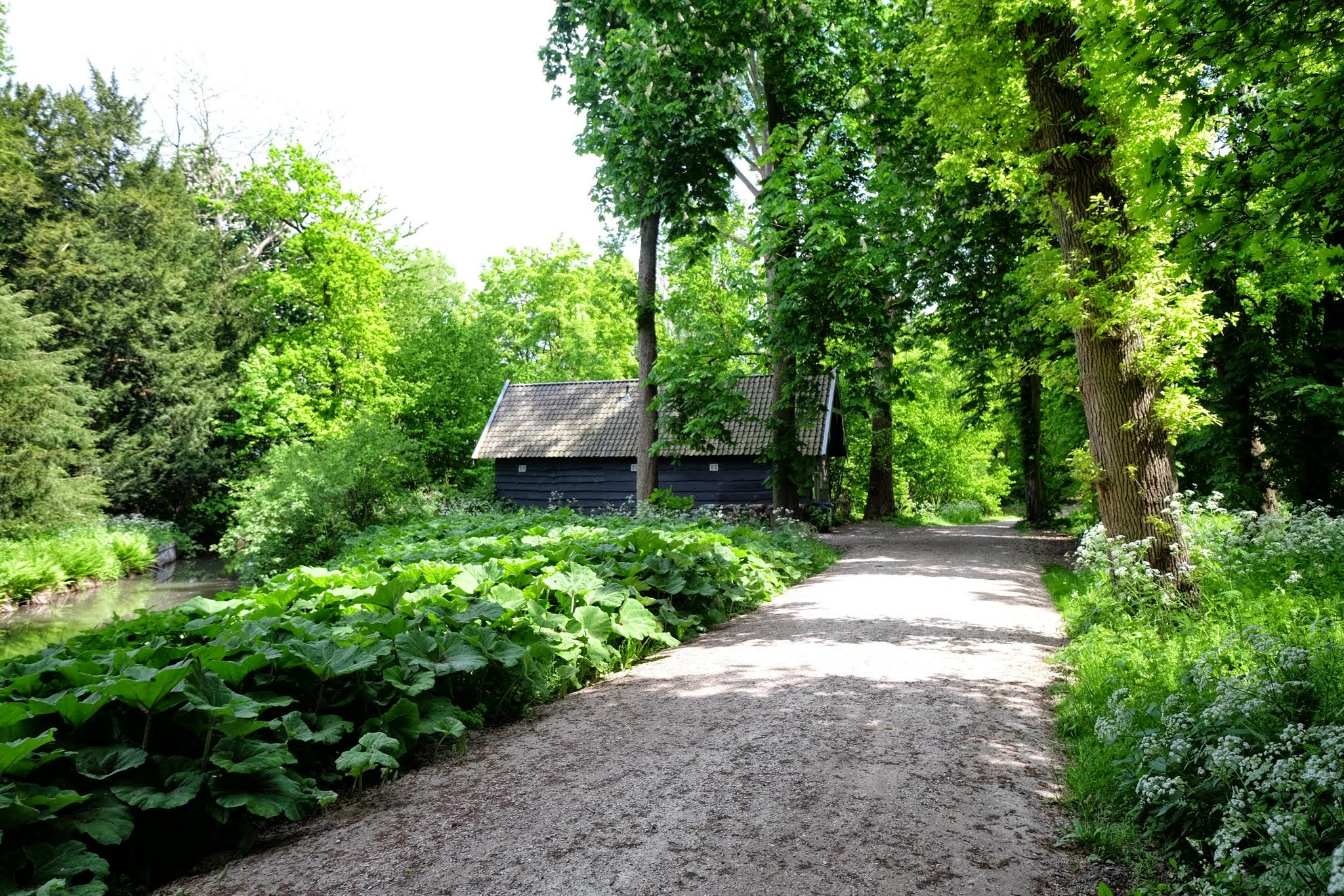
Partie rurale de la commune.

## Personnalités liées à la commune
Sont liées à la commune les personnalités suivantes :
- Annette Barlo (née en 1974), actrice néerlandaise née à Bunnik ;
- Katja Schuurman (née en 1975), actrice et chanteuse néerlandaise née à Bunnik ;
- Jaap Stockmann (né en 1984), joueur de hockey sur gazon néerlandais né à Bunnik.